# Kurd Laßwitz

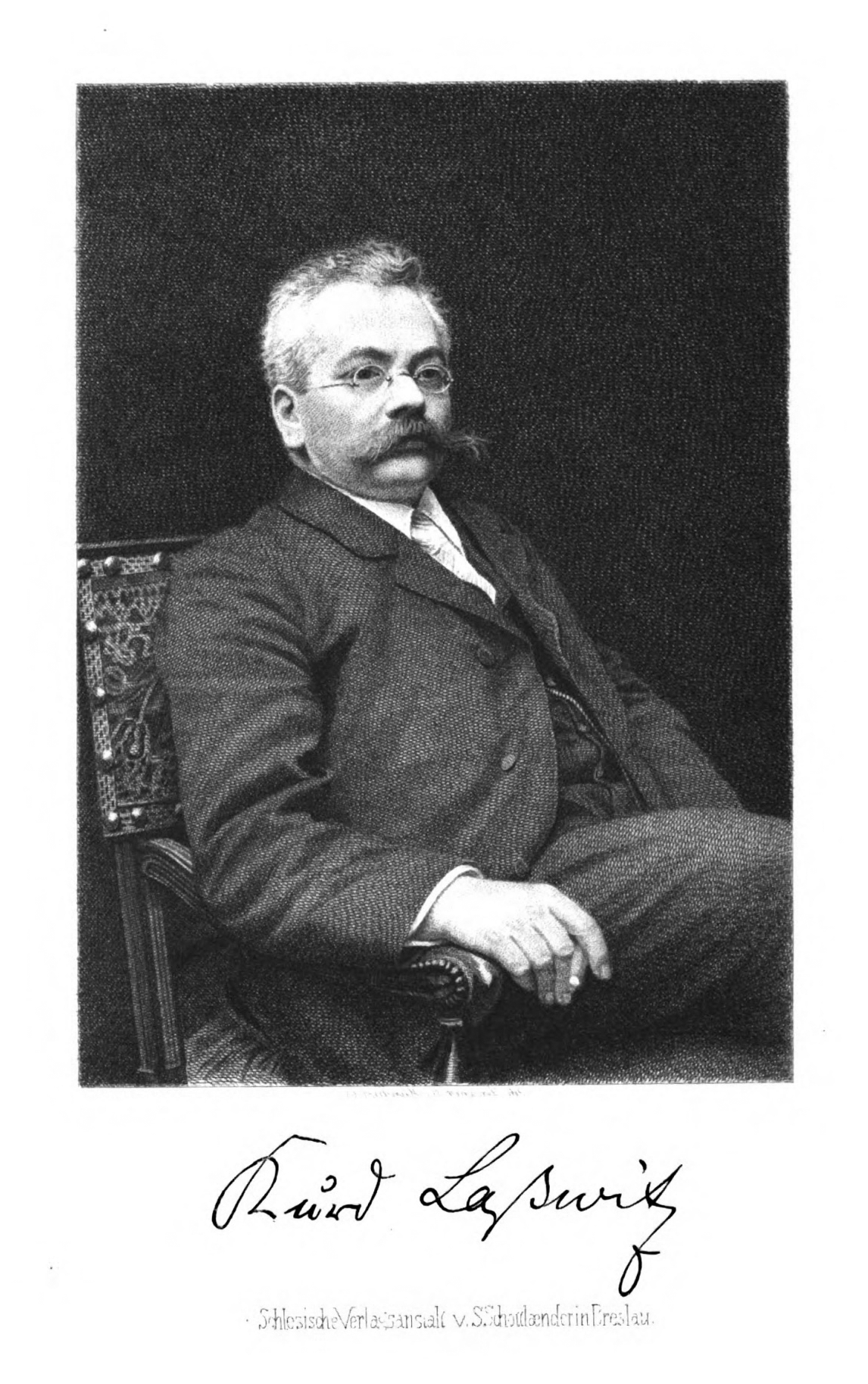
Kurd Laßwitz

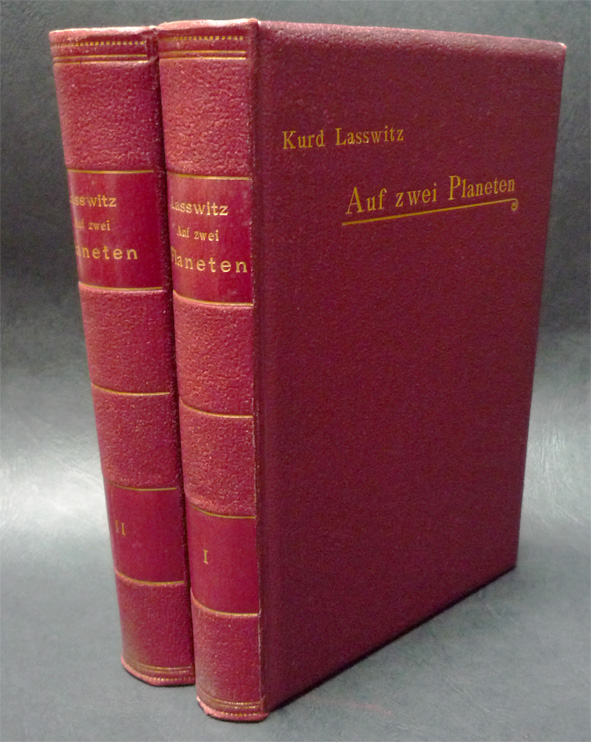
Auf zwei Planeten (Originalausgabe, Emil Felber, Weimar 1897)

Kurd Laßwitz (* 20. April 1848 in Breslau; † 17. Oktober 1910 in Gotha; eigentlich Carl Theodor Victor Kurd Laßwitz) war ein deutscher Schriftsteller. Er publizierte zudem unter dem Pseudonym L. Velatus und gilt als Begründer der deutschsprachigen Science-Fiction. Sein Roman Auf zwei Planeten aus dem Jahr 1897 gehört zu den wichtigen deutschen Science-Fiction-Romanen und wurde in zahlreiche Sprachen übersetzt.

## Leben
Kurd Laßwitz – Sohn des Unternehmers und Politikers Karl Wilhelm Laßwitz – studierte Mathematik und Physik an den Universitäten in Breslau und Berlin. Während seines Studiums wurde er 1866 Mitglied der Breslauer Burschenschaft Arminia. Ebenso wurde er Mitglied des Breslauer Mathematischen Vereins. 1873 folgte die Promotion „magna cum laude“ mit einer Arbeit „über Tropfen, welche an festen Körpern hängen und der Schwerkraft unterworfen sind“. Zur öffentlichen Disputation seiner Dissertation legte Laßwitz in programmatischer Absicht die These vor: „Die Naturwissenschaft kann und soll popularisiert werden.“ Im Folgejahr legte er das Staatsexamen für den höheren Schuldienst in den Fächern Mathematik, Physik, Philosophie und Geographie ab.
1876 heiratete er die Breslauer Kaufmannstochter Jenny Landsberg (1854–1936) und siedelte nach Gotha über. Dort trat er eine Stelle als Gymnasiallehrer am Ernestinum Gotha an, wo unter anderem Hans Dominik sein Schüler war. Der zeichnete in seinen Erinnerungen dieses Bild seines Lehrers:

„Auch die Lehrer in Gotha waren zum guten Teil Typen und Originale. Der hervorstechendste war wohl unser Mathematiker Kurd Laßwitz, der in der breiteren Öffentlichkeit besonders durch seinen utopischen Roman „Auf zwei Planeten“ bekantgeworden ist. Für die Zeitschrift „Zur guten Stunde“ meines Vaters schrieb er geistreiche technische Märchen, außerdem aber war er Philosoph, ein Neu-Kantianer, und verfaßte schwer gelehrte philosophische Werke. Sein Leben war von einer gewissen Tragik umwittert. Er wollte sich ursprünglich der Laufbahn als Hochschuldozent widmen, war aber in Preußen durch seine freisinnigen Anschauungen unmöglich geworden und nun in Gotha als Gymnasialprofessor gelandet. Seine Witze und Bonmots gingen von Mund zu Mund und könnten wohl einen stattlichen Band füllen.“

1877 wurde sein Sohn Rudolf Laßwitz geboren, 1880 folgte Sohn Erich. 1884 erfolgte die laufbahnübliche Ernennung zum Gymnasialprofessor und 1909 zum Hofrat. Letzteres verdankt er besonders seinem Wirken in der bildungsbürgerlichen „Mittwochsgesellschaft zu Gotha“, die mit populären Vorträgen aus dem Bereich von Naturwissenschaft, Literatur und Philosophie zur Volksbildung beitrug. Die Mittwochsgesellschaft war 1884 gegründet worden, was wesentlich auf der Initiative von Laßwitz selbst basierte. Im Jahr 1884 wurde er zum Mitglied der Leopoldina gewählt.

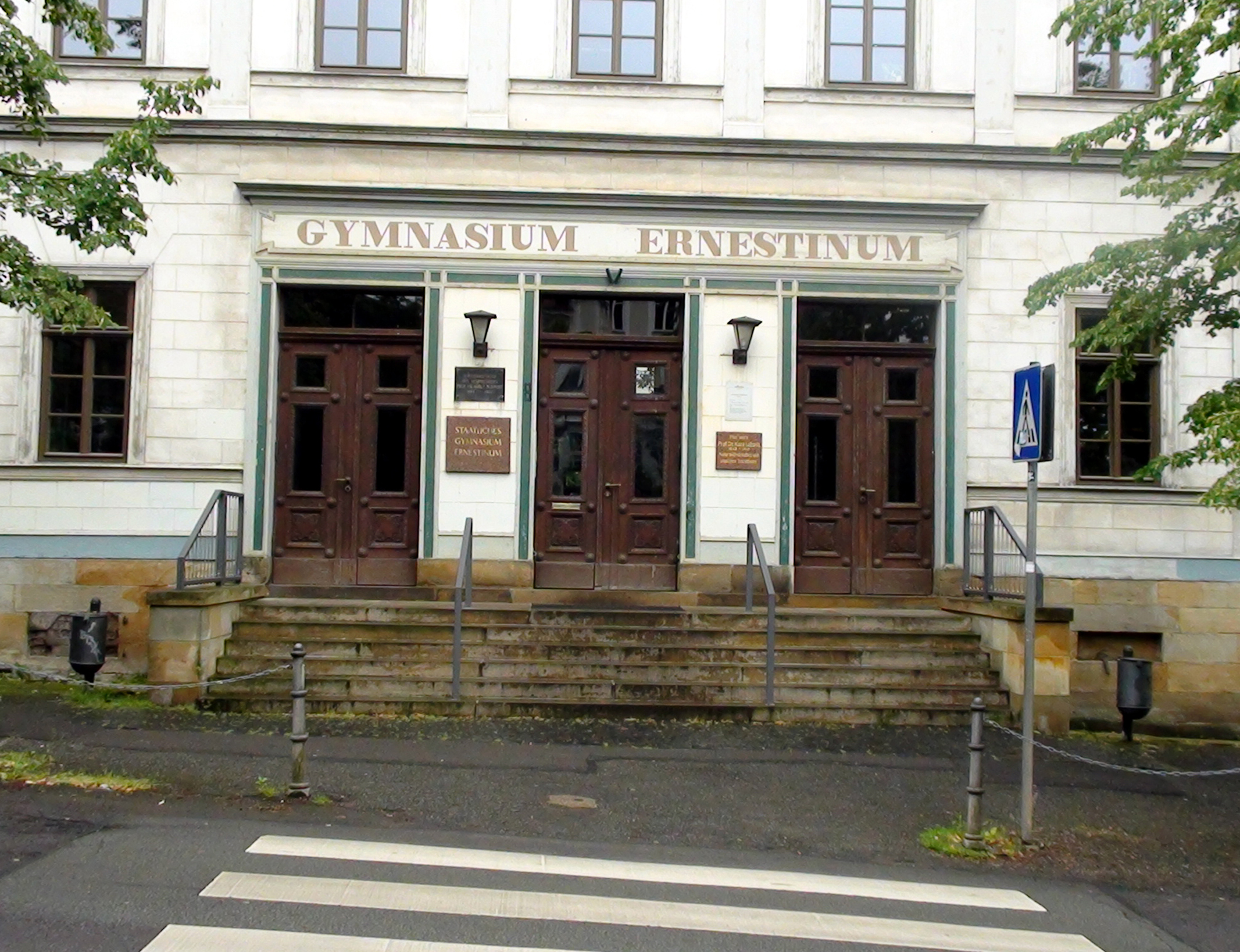
Am Eingang erinnert das Gymnasium Ernestinum durch Gedenktafeln an seine berühmten Lehrer Kurd Laßwitz und Adolf Schmidt.

Ein Kollege von Laßwitz, der am Gymnasium Ernestinum Mathematik, Englisch und Französisch unterrichtete, war der später weltweit bekannte und geschätzte Geophysiker und Pionier der internationalen Sprache Esperanto in Deutschland Adolf Schmidt. Die freie und pazifistische Gesinnung sowie das gemeinsame Engagement in der Mittwochsgesellschaft – Schmidt hielt hier mindestens 21 Vorträge – verband die beiden. Der wie Laßwitz aus Breslau stammende Schmidt erinnerte sich später so an seine Ankunft 1884 in Gotha: „Auf’s herzlichste wurde ich dann von meinem lieben Vereinsbruder und Landsmann Kurd Laßwitz bewillkommnet. Er führte mich in ein gemütliches Heim, das er mir besorgt hatte, und dann in das Symposium bei Walther am Theater. Hier an dem einen Ende der langen Gaststube … traf ich mit der Mehrzahl meiner künftigen Amtsgenossen zusammen …“

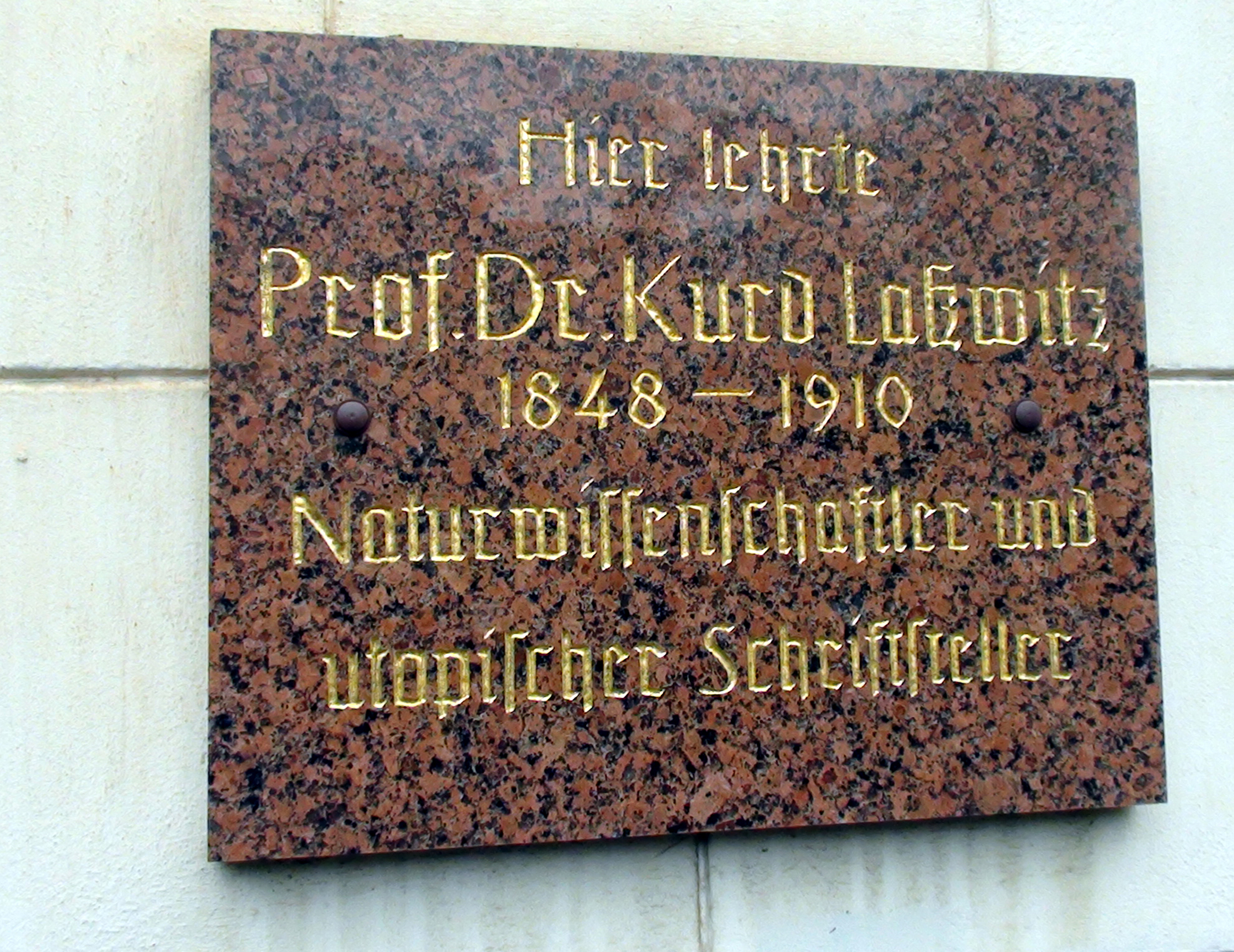
Gedenktafel für Kurd Laßwitz am Gymnasium Ernestinum.

Für Laßwitz war das wissenschaftliche und gesellschaftliche Engagement Schmidts so inspirierend, dass eine der Hauptfiguren in seinem Roman „Auf zwei Planeten“ – nämlich der Wissenschaftler Karl Grunthe, der im Roman das Kant’sche Ideal der freien mündigen Persönlichkeit verkörpert, nach dem Vorbild Schmidts gestaltet war. Rudolf Laßwitz, der Sohn des Autors hatte es 1909 enthüllt: „In dem Mars-Roman ‚Auf zwei Planeten‘ hat mein Vater Kurd Laßwitz … in der Person des Dr. Grunthe ein genaues Abbild von Adolf Schmidt geschaffen.“
Laßwitz korrespondierte mit zahlreichen Geistesgrößen seiner Zeit, mit Ludwig Anzengruber und Martin Buber. Bertha von Suttner versuchte ohne Erfolg, Kurd Laßwitz für ihre Friedensbewegung zu gewinnen, da sie nach Lektüre seiner Werke in ihm einen Geistesverwandten sah.
Kurd Laßwitz wurde nach einem Schlaganfall 1908 in den Ruhestand versetzt und starb zwei Jahre später im Alter von 62 Jahren in Gotha, wo er im Krematorium Gotha eingeäschert wurde. Seine Urne ist auf dem Hauptfriedhof in einem von der Stadt gepflegten Ehrengrab beigesetzt.

## Rezeption
Laßwitz gilt als einer der Väter der modernen Science-Fiction. Er schrieb Bücher über Physik, Erkenntnistheorie sowie Immanuel Kant und bearbeitete eine kritische Ausgabe von Gustav Theodor Fechner, dem Begründer der Psychophysik. Anders als Jules Verne und stärker als Herbert George Wells verwendete Kurd Laßwitz Science-Fiction vor allem für belehrende und kritisierende Zwecke. Seine Zukunftsentwürfe sind mutiger als die Werke seiner beiden Kollegen und Zeitgenossen, weil sie weiter in die Zukunft reichen. Daher stößt er nach eigener Aussage immer wieder an die Grenzen „des mit heutigen Begriffen Erklärbaren“. Sein Roman Auf zwei Planeten (1897) mit seinen über tausend Seiten gehört zu den wichtigsten deutschen Science-Fiction-Romanen. Er wurde in zahlreiche Sprachen übersetzt und mehrmals neu aufgelegt. Auf zwei Planeten war eine wichtige Inspiration für den Raumfahrtpionier Eugen Sänger und für den Himmelsmechaniker Karl Stumpff Anlass, sich in seiner Jugend der Astronomie zuzuwenden. Das Werk hatte Anfang des 20. Jahrhunderts, trotz zunächst beschränkter Verbreitung, einigen (noch ungenügend erforschten) Einfluss auf andere Autoren – etwa die des Expressionismus. Sichergestellt ist ein Einfluss auf Georg Heym; Arno Schmidt schätzte den Roman. Eine größere Verbreitung fanden Laßwitz’ Werke erst in den 1920er Jahren.
Wernher von Braun (1912–1977) bekannte in einem Geleitwort zur amerikanischen Ausgabe des Romans: „Ich werde nie vergessen, mit welcher Neugierde und Spannung ich in meiner Jugend diesen Roman verschlang. Und ich glaube, dass seine Lektüre auch heute, wo Elektronen- und Menschenaugen bereits die ersten direkten Eindrücke vom Mond und unseren Nachbarplaneten gesammelt haben, von ganz besonderem Interesse ist. Sie vermittelt uns Heutigen eine Vorstellung des Ideenreichtums des ausgehenden 19. Jahrhunderts, auf dem sich der technische und wissenschaftliche Fortschritt des 20. Jahrhunderts aufbaut und sie läßt uns erahnen, welch faszinierende Möglichkeiten … den nach uns kommenden Generationen des 21. Jahrhunderts offenstehen.“
Die gesellschaftskritischen Texte von Laßwitz gerieten größtenteils in Vergessenheit, nachdem sie von den Nationalsozialisten verboten worden waren.
Ein besonderes Verdienst von Laßwitz ist die erstmalige Verwendung des Begriffs Fernschule in seinem kurzen Aufsatz „Die Fernschule“ aus dem Jahr 1899. Damit nutzt Laßwitz als erster die bis heute gängige Bezeichnung für Unternehmen des Fernunterrichts.

## Ehrungen
- Als Laßwitzweg wurde am 4. Dezember 1930 eine Straße[14] in Berlin-Johannisthal benannt. Die Benennung erfolgte in einem Gebiet mit nach Schriftstellern benannten Straßen. Während der Zeit des Nationalsozialismus galt er wegen „radikalliberaler und demokratischer Tendenzen“ als „unerwünscht“.[14] Der Laßwitzweg wurde am 23. Mai 1938 in die am 16. Mai 1938 benannte Draesekestraße überführt.
- Im Westteil des Gothaer Schlossparks wurde ein Weg nach ihm benannt.[15]
- Am 15. Mai 1977 entdeckte Hans-Emil Schuster an der Europäischen Südsternwarte einen Asteroiden des inneren Hauptgürtels. Die Benennung erfolgte am 7. April 2005 als (46514) Lasswitz.[16]
- Kurd-Laßwitz-Preis: Er wird seit 1980 nach dem Vorbild des amerikanischen Nebula Award für deutschsprachige Science-Fiction verliehen.[17]
- Kurd-Laßwitz-Stipendium der Residenzstadt Gotha:[18] Das im Jahr 2007 gestiftete und mit 3000 Euro dotierte Stipendium wurde erstmals 2008 vergeben. Bewerben können sich einmal jährlich deutschsprachige Schriftsteller, die mindestens ein Werk der Kinder- und Jugendliteratur veröffentlicht haben. Die Bewerber müssen bereit sein, während der sechsmonatigen Förderungsdauer und bei einem Aufenthalt in der möblierten Kurd-Laßwitz-Wohnung ein neues Manuskript zu verfassen, das als Stipendiumsausgabe erscheinen wird.
- Eine Gedenktafel am Gymnasium Ernestinum erinnert an seinen Lehrer.
- Im Eingangsfoyer des Gymnasiums Ernestinum befindet sich eine Porträtbüste auf einem Sockel.

## Nachlass
Laßwitz’ Nachlass befindet sich in der Forschungsbibliothek Gotha. Er ist durch ein gedrucktes Verzeichnis erschlossen, welches online zur Verfügung steht.

## Schriften
- 1871: Bis zum Nullpunkt des Seins.
  - Neuausgabe: Bis zum Nullpunkt des Seins und andere Erzählungen. Allitera, München 2001, ISBN 3-935284-82-9.
- 1874: Bilder aus der Zukunft. Zwei Erzählungen aus dem 24. und 39. Jahrhundert.
  - Werkausgabe: Bilder aus der Zukunft. Dieter von Reeken, Lüneburg (2008)
- 1878: Atomistik und Kriticismus. Ein Beitrag zur erkenntnistheoretischen Grundlegung der Physik. Vieweg & Sohn, Braunschweig
- 1878: Natur und Mensch.
  - Werkausgabe: Natur und Mensch und andere Vorträge und Aufsätze. Bd. II/8. Dieter von Reeken, Lüneburg 2009, ISBN 978-3-940679-27-7.
- 1883: Die Lehre Kants von der Idealitaet des Raumes und der Zeit im Zusammenhange mit seiner Kritik des Erkennens allgemeinverständlich dargestellt. Weidmannsche Buchhandlung, Berlin
  - Werkausgabe: Die Lehre Kants von der Idealität des Raumes und der Zeit. Bd. II/2. Dieter von Reeken, Lüneburg (2008), ISBN 978-3-940679-34-5.
- 1890: Geschichte der Atomistik vom Mittelalter bis Newton. Band 1: Die Erneuerung der Korpuskulartheorie. Band 2: Höhepunkt und Verfall der Korpuskulartheorie des siebzehnten Jahrhunderts. Voss, Hamburg u. Leipzig
  - Reprint: Geschichte der Atomistik vom Mittelalter bis Newton. Olms, Hildesheim, ISBN 3-487-00490-9.
- 1890: Seifenblasen. Moderne Märchen. Voß, Hamburg (Digitalisat und Volltext im Deutschen Textarchiv)
  - Werkausgabe: Seifenblasen. Moderne Märchen. Bd. I/3. Dieter von Reeken, Lüneburg (2008), ISBN 978-3-940679-24-6.
- 1896: Gustav Theodor Fechner. Frommanns, Stuttgart
  - Werkausgabe: Gustav Theodor Fechner. Bd. II/5. Dieter von Reeken, Lüneburg (2008), ISBN 978-3-940679-31-4.
- 1897: Auf zwei Planeten. Roman. Felber, Weimar (1. Band als Digitalisat und Volltext im Deutschen Textarchiv, 2. Band als Digitalisat und Volltext im Deutschen Textarchiv)
  - Neuausgabe: Auf zwei Planeten. Geleitwort von Wernher von Braun. Scheffler, Frankfurt 1969
  - Auf zwei Planeten. Nachwort von Rudi Schweikert. Reihe Haidnische Alterthümer. Zweitausendeins, Frankfurt 1979.
- 1900: Wirklichkeiten. Beiträge zum Weltverständnis. Felber, Berlin
  - Werkausgabe: Wirklichkeiten. Bd. II/6. Dieter von Reeken, Lüneburg (2008), ISBN 978-3-940679-32-1.
- 1902: Nie und immer. Neue Märchen: Traumkristalle. Homchen – ein Tiermärchen aus der oberen Kreide. Illustration von Heinrich Vogeler. Diederichs, Leipzig
  - Werkausgabe: Nie und immer. Bd. I/7. Dieter von Reeken, Lüneburg (2008), ISBN 978-3-940679-25-3.
- 1904: Die Universalbibliothek, Wehrhahn Verlag, 2013, ISBN 978-3-86525-601-0
  - Erstveröffentlichung in der Einführungsnummer vom 18. Dezember 1904 der in Breslau erschienenen Ostdeutschen Allgemeinen Zeitung.
- (1905): Aspira. Roman einer Wolke. Elischer, Leipzig
  - Werkausgabe: Aspira. Bd. I/6. Dieter von Reeken, Lüneburg (2008), ISBN 978-3-940679-18-5.
- 1908: Aus dem Tagebuch einer Ameise
  - Erstausgabe: Favoritenpresse, Berlin 2023, ISBN 978-3-96849-090-8.
- (1909): Sternentau. Die Pflanze vom Neptunsmond.
  - Werkausgabe: Sternentau. Die Pflanze vom Neptunsmond. Bd. I/8. Dieter von Reeken, Lüneburg (2008), ISBN 978-3-940679-15-4.
- 1981: Traumkristalle. Sammlung aller phantastischen Kurzgeschichten. Moewig Verlag, München (1981), ISBN 3-8118-3535-1.

Eine auf zwanzig Bände angelegte Werkausgabe erscheint als Kollektion Laßwitz seit 2008 im Verlag Dieter von Reeken, Lüneburg.